# Chalet Stollenburg
Chalet Stollenburg is een woonhuis en rijksmonument aan de Oude Holleweg in Berg en Dal.

## Geschiedenis
Het bouwwerk werd in 1882 in Neurenberg opgetrokken als 'Pfälzer Weinstube' op het terrein van de eerste Bayerische Landesausstellung. Het maakte deel uit van de horeca die daar was ingericht ten behoeve van de bezoekers. C. Schick van het Bayerisches Gewerbemuseum maakte het ontwerp. Aan de bouw van het solide houten paviljoen leverden allerlei ambachtslieden een bijdrage. Het bestond onder meer uit een zaal met buffet en een Herrenstüblein (café) met veranda.
In 1883 was de 'Weinschenke' geplaatst op de Internationale Koloniale en Uitvoerhandel Tentoonstelling te Amsterdam op het latere Museumplein om ook daar, onder de naam 'Internationaal Wijnhuis', als horecagelegenheid dienst te doen. Na afloop van de tentoonstelling werden de paviljoens per opbod verkocht en verhuisde het wijnhuis naar Berg en Dal. De Arnhemse architect Dirk Geijsbeek Molenaar herbouwde daar in 1884 het gedemonteerde pand, dat sindsdien 'Chalet Stollenburg' werd genoemd, aan de kruising van de Stollenbergweg en de Oude Holleweg op een stenen onderbouw. De eerder houten panelen van de vakwerkbouw werden nu van baksteen opgetrokken.
Chalet Stollenburg kwam te koop te staan en werd na enkele jaren als zomerverblijf betrokken door de Leidse predikant Johannes Drost. Zijn dochter W.L. Drost zou het daarna jarenlang als 'Christelijk Rusthuis' exploiteren. Rond 1952 betrok directeur B. Hagreis van de Thermion-Radiolampenfabriek N.V. uit Lent het als woonhuis. Na diverse andere bewoners kocht bouwkundig ingenieur T. Klerks het huis in 2005. Hij startte een grote renovatie om het huis dat in een staat van achterstallig onderhoud verkeerde, voor verder verval te behoeden. Er kwamen trappen naar een nieuwe voordeur en naar de veranda en het grote raam werd gerenoveerd. Ook buiten het huis veranderde er veel. Naast een grote garage en een nieuwe poort kwam er een dubbele vijver bij het pand. In 2012 brak brand uit door kortsluiting in de bedrading in het houten plafond. Het chalet raakte hierdoor zwaar beschadigd. Na een periode van onduidelijkheid werd het ten slotte geheel gerestaureerd.